# Cavalcanti
I Cavalcanti furono un'antica e importante famiglia fiorentina.

## Storia familiare

### Origini
I Cavalcanti furono originari di Volterra, in seguito signori del Castello di Libbiano in val di Cecina e di Montecalvi in val di Pesa, di Luco e di Ostina nella val d'Arno superiore; l'origine della loro ricchezza fu però quasi sicuramente mercantile. 
Furono a Firenze famiglia del primo cerchio e famiglia consolare: Cavalcante fu console civitatis nel 1176 e Aldobrandino suo figlio lo fu nel 1204. 

### Le lotte tra guelfi e ghibellini

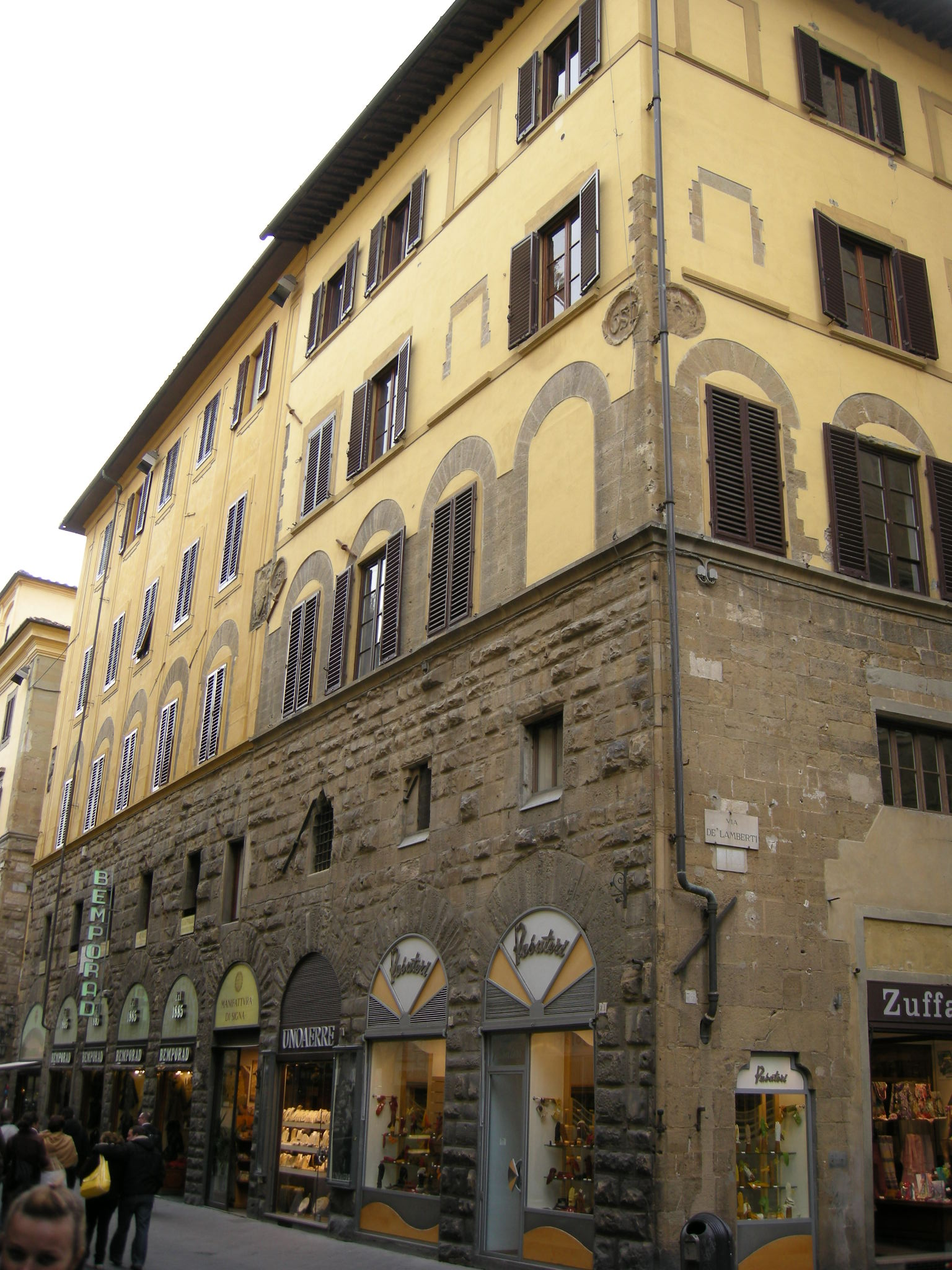
Palazzo dei Cavalcanti in via de' Calzaiuoli a Firenze

Durante tutto il Duecento furono una delle più importanti famiglie fiorentine. Di tradizione guelfa, ebbero un ruolo importante nelle lotte tra guelfi e ghibellini: nel 1246 è un Cavalcanti insieme a un Adimari a guidare la fazione guelfa. Furono una delle consorterie fiorentine più ricche di uomini, e molti di loro furono personalità rilevanti. Membri tra i più influenti dell'Arte di Calimala possedevano numerose case botteghe e magazzini. Dopo la rotta di Montaperti a cui parteciparono subirono danni considerevoli alle loro proprietà per mano ghibellina, tanto che al rientro dei Guelfi ottennero un risarcimento di oltre 3000 lire.
Al loro rientro in Firenze ebbero un ruolo assai rilevante: nel Consiglio del 1278 sono presenti nove Cavalcanti, e sul versante religioso in questo periodo si segnala la presenza di Aldobrandino Cavalcanti, priore domenicano di Santa Maria Novella e vescovo di Orvieto. Membri della famiglia si segnalano altresì tra i guelfi giuranti la pace del cardinale Latino.
Colpiti dagli Ordinamenti di Giustizia e dichiarati Magnati, furono esclusi dalla guida del Comune. 
La loro fine politica arrivò nel momento della divisione dei Guelfi in Bianchi e Neri, quando i Cavalcanti tennero in prevalenza per la parte bianca, che doveva poi risultare sconfitta.
In questo periodo il celebre poeta stilnovista Guido Cavalcanti, amico e compagno di parte di Dante Alighieri, ebbe a soffrire un esilio (furono esiliati, per sedare i tumulti, alcuni capi delle due parti e tra questi Guido) che lo doveva condurre a morte. 
E le Stinche col loro nome rammentavano ai Cavalcanti quel periodo difficile: le antiche prigioni fiorentine, prendono infatti tristemente nome da uno dei castelli dei Cavalcanti e ricordano quei Cavalcanti di parte bianca asserragliati nel castello catturati e gettati in quel carcere.
Periodo difficile che culminò nel disastro economico dovuto all'incendio appiccato da Neri degli Abati che distrusse in quantità le loro case e le loro botteghe.

### Il Rinascimento

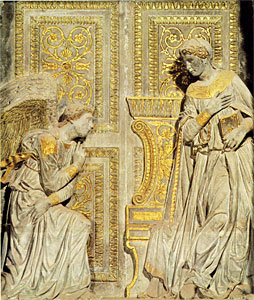
Donatello, Annunciazione Cavalcanti, 1435 circa, basilica di Santa Croce, Firenze

Nel Trecento le leggi antimagnatizie relegarono questa famiglia a un ruolo del tutto secondario. 
Tra il 1361 e il 1380 alcuni Cavalcanti rinunciarono all'agnazione e allo stemma avito chiedendo esser fatti di popolo. Così alcuni Cavalcanti mutarono il cognome in Cavalleschi, Malatesti, Ciampoli, Cavallereschi, Popolani.
I Cavalcanti poterono finalmente ottenere il ceto popolare nel 1434. Cosimo il Vecchio, cercando di consolidare il proprio potere, cercò l'alleanza anche con alcune famiglie magnatizie e tra queste i Cavalcanti, offrendo in cambio la riammissione ai pubblici uffici. Così i Cavalcanti poterono nuovamente essere imborsati per gli uffici della Repubblica. E furono così estratti 13 volte come Priori della Repubblica. Ginevra de' Cavalcanti sposò il fratello di Cosimo, Lorenzo il Popolano e forse, tramite l'intercessione dei Medici, in quegli anni fecero decorare la propria cappella in Santa Croce (oggi scomparsa), con una celebre Annunciazione scolpita da Donatello e annoverata tra i suoi capolavori.
Il più prolifico e longevo ramo dei Cavalcanti si trasferì nel XIV secolo nel Regno di Napoli e, in particolare, in Calabria, quando Filippo Cavalcanti di Giannozzo fu investito come primo barone del feudo di Sartano (oggi frazione di Torano Castello), il 31 agosto 1363; il palazzo ducale Cavalcanti di Torano è rimasto sino al Novecento residenza dei discendenti di questo ramo; un altro ramo, sempre nel XIV secolo, si trasferì in Veneto nella città di Serravalle (Vittorio Veneto), dando origine alla famiglia Casoni, aggregata al Consiglio Nobile di quella città (fu la famiglia di Guido Casoni importante letterato del XVII secolo, cavaliere di San Marco); un altro ancora si trasferì in Brasile, attraverso Filippo Cavalcanti, figlio di Giovanni Cavalcanti (illustre commerciante e rispettato amico di Enrico VIII) e Ginevra Manelli, che si trasferi nello Stato del Pernambuco verso la fine del 1560.

### Il Granducato
Caduta la Repubblica durante il principato ebbero tre senatori del Granducato di Toscana, inoltre ebbero Cavalieri di Santo Stefano e di Malta.

### In Brasile
Un ramo della famiglia si stabilì nel nord del Portogallo: da lì alcuni si trasferirono in Brasile, a Recife. Per questo il cognome Cavalcanti è poi diventato comune in Brasile, annoverando anche alcune personalità illustri, come il cardinale Joaquim Arcoverde de Albuquerque Cavalcanti, il primo cardinale sudamericano della storia, e il pittore Emiliano Di Cavalcanti.

## Alcuni personaggi
- Aldobrandino Cavalcanti (1217–1279), vescovo cattolico italiano.
- Astoldo di Tommaso Cavalcanti figura nella fallita congiura di Pandolfo Pucci contro Cosimo I nel 1559.
- Cavalcante Cavalcanti, filosofo epicureo, padre di Guido.
- Filippo Cavalcanti, (Firenze, 12 giugno 1525 — Olinda, ante 1614) fu un nobile fiorentino, Cavaliere del Sovrano Militare Ordine di Malta, che intorno al 1560 emigrò nella Capitaneria di Pernambuco, Brasile.
- Francesco Antonio Cavalcanti (1695-1748), arcivescovo cattolico italiano.
- Giovanni Cavalcanti, autore delle "Istorie fiorentine" fa parte di questa famiglia.
- Guido Cavalcanti, poeta stilnovista, autore di 36 sonetti, 11 ballate e 2 canzoni.
- Ippolito Cavalcanti, cuoco e letterato.
- Luigi Cavalcanti (?–1564), vescovo cattolico italiano.

## Parentele
I Cavalcanti s'imparentarono con tutte le famiglie più importanti di Firenze, ed anche con famiglie di fede ghibellina come i Lamberti e gli Amidei nell'ambito di quelle paci con cui vanamente si cercava di riportare la concordia nella città.

## Sepolture
A Firenze ebbero le sepolture principalmente in Santa Maria Novella ma anche in San Simone e in Santa Maria sopra Porta. 

## Curiosità
Richiamandosi ai Cavalcanti di Torano Castello, nel 2013 il noto regista Wes Anderson ha scritto e diretto un cortometraggio dal titolo Castello Cavalcanti, ambientato nell'omonimo paese di fantasia nel 1955.